# رخصة القيادة الأفغانية
رخصة القيادة الأفغانية هي وثيقة رسمية تسمح لحاملها القيادة في القطر الافغانى وتسمح أيضا بقيادة السيارات خارج القطر الأفغانى لفترات مؤقتة حسب قوانين الدول الأخرى.
يمكن للزائرين الأجانب قيادة السيارات في أراضي أفغانستان إذا كانت لديهم رخص قيادة أصلية صالحة وتصاريح قيادة دولية والتي أصدرت ونظمت وفقا لاتفاقية فيين لحركة المرور، التي عقدت في عام 1968.

## قواعد المرور الأفغانية الرئيسية
- الحد الأدنى لسن القيادة هو 18 سنة.
- يجب أن تحصل السيارة التي تتحرك على الطريق العام على إذن من مكتب تسجيل إدارة المرور.
- يجب أن تحمل المركبات السيارات لوحات أرقام أثناء الحركة على الطرق العامة.
- يحظر القانون استهلاك الكحول أثناء القيادة ؛ يبلغ مستوى الكحول القانوني في الدم 0.0٪.
- الحد الأقصى للسرعة في المناطق الحضرية هو 50 كم / ساعة.
- لا يحق لأحد قيادة مركبة لا تخصه؛ يجب أن يكون لدى أي شخص إذن من مالك السيارة.
- أصحاب السيارات بما في ذلك الأجانب ملزمون بتأمين مركباتهم.